# Elliptorhina brunneri
Elliptorhina brunneri är en kackerlacksart som först beskrevs av Butler 1882.  Elliptorhina brunneri ingår i släktet Elliptorhina och familjen jättekackerlackor.
Artens utbredningsområde är Madagaskar. Inga underarter finns listade i Catalogue of Life.